# 稲田雅洋
稲田 雅洋（いなだ まさひろ、1943年9月16日 - ）は、日本近代史学者、東京外国語大学名誉教授。
栃木県芳賀郡茂木町生まれ。一橋大学卒、1972年一橋大学大学院社会学研究科博士課程満期退学。指導教官は佐々木潤之介。1992年「日本近代社会成立期の民衆運動 困民党研究序説」で博士（社会学）。1972年一橋大学助手、1975年愛知教育大学助教授、1987年教授、1994年東京外国語大学教授、2007年定年退職、名誉教授。
自由民権運動を中心に研究した。

## 著書
- 『悲壮は則ち君の生涯なりき 深沢利重と木下尚江』現代企画室、1987年。
- 『日本近代社会成立期の民衆運動 困民党研究序説』筑摩書房、1990年。
- 『自由民権の文化史 新しい政治文化の誕生』筑摩書房、2000年。
- 『自由民権運動の系譜 近代日本の言論の力』吉川弘文館〈歴史文化ライブラリー〉、2009年。
- 『総選挙はこのようにして始まった 第一回衆議院議員選挙の真実』有志舎、2018年。

### 共著
- 前坊洋、本郷隆盛共著『近代日本の思想(1) 佐久間象山・福澤諭吉・植木枝盛』有斐閣新書、1979年。

## 論文
- <稲田雅洋